# Refraktometer

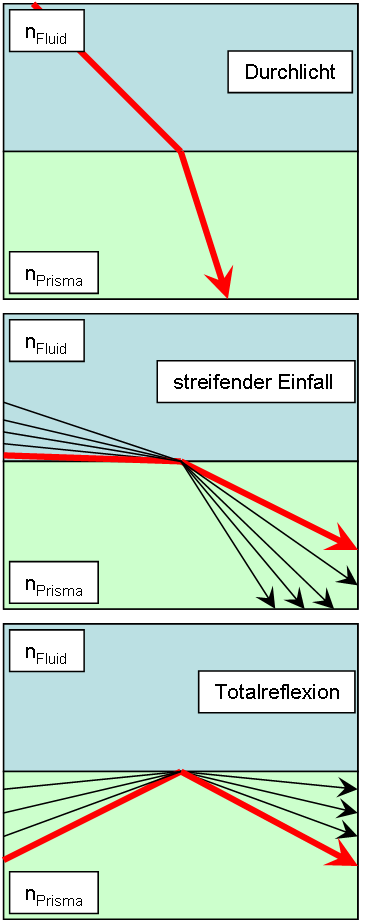
Verschiedene Messprinzipien eines Refraktometers

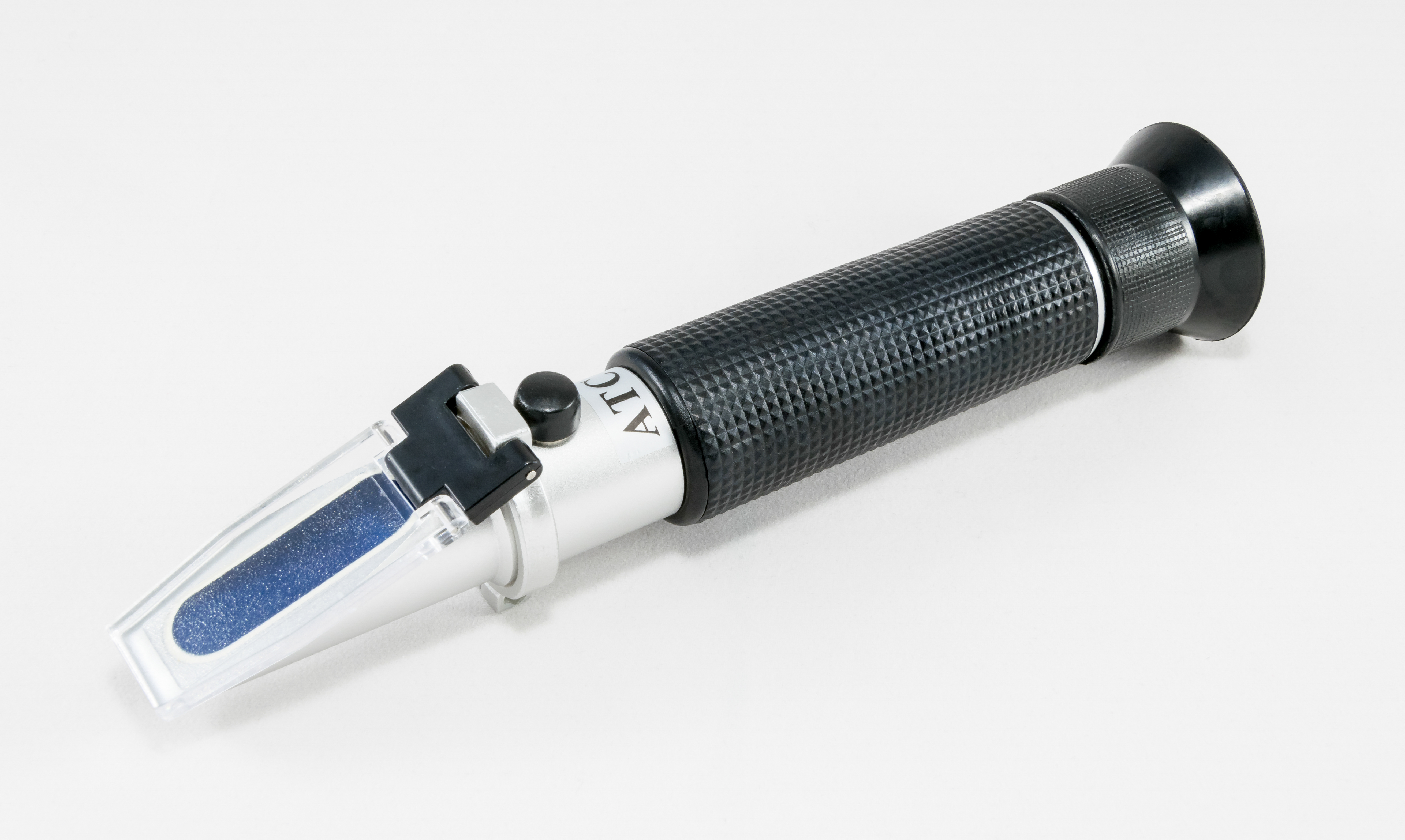
Handrefraktometer

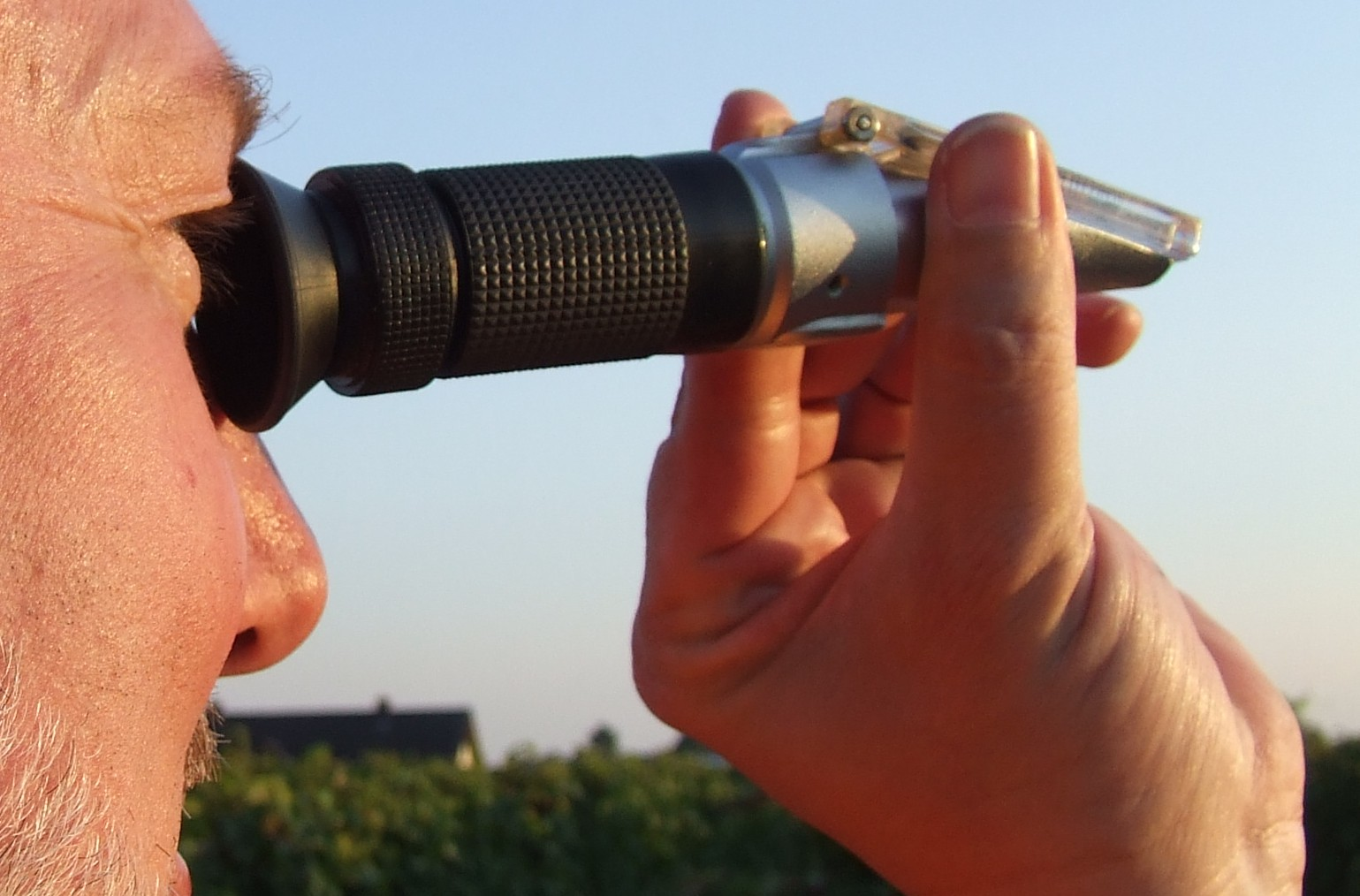
Winzer beim Messen von Grad Oechsle mit dem Refraktometer

Das Refraktometer ist ein Messgerät zur Bestimmung des Brechungsindex von – flüssigen oder festen – transparenten Stoffen durch Refraktometrie. Es nutzt dafür das Verhalten von Licht am Übergang zwischen einem Prisma mit bekannten Eigenschaften und dem zu prüfenden Stoff.
Wenn die generelle Zusammensetzung einer Flüssigkeit bekannt ist, kann ein Refraktometer dazu dienen, die Konzentration darin gelöster Stoffe zu messen. Im Zusammenhang mit der Ernte von Wein, Zuckerrüben und auch Äpfeln wird auf diese Weise der Zuckergehalt der Pflanzen bestimmt.
In der Augenheilkunde werden mit einem Refraktometer die Brechungsverhältnisse der Augen ermittelt.

## Messprinzipien
Drei Messprinzipien können unterschieden werden:
- Durchlicht
- streifender Einfall
- Totalreflexion

Dabei wird die Brechung (Refraktion) oder die Totalreflexion des Lichtes ausgenutzt. Als Gemeinsamkeit nutzen alle drei Prinzipien ein Messprisma mit bekanntem Brechungsindex (nPrisma). Das Licht breitet sich beim Übergang zwischen Messprisma und Probemedium (nFluid) mit unterschiedlichen Winkeln aus. Der unbekannte Brechungsindex des Probemediums wird über die Lichtablenkung gemessen.
- Beim Durchlicht-Prinzip wird ein paralleles Strahlenbündel an der Grenzfläche beider Medien gebrochen.
- Beim streifenden Einfall und bei der Totalreflexion wird der kritische Winkel eines Strahlenbündels mit verschiedenen Einfallswinkeln auf die Grenzfläche gemessen.

## Bauformen

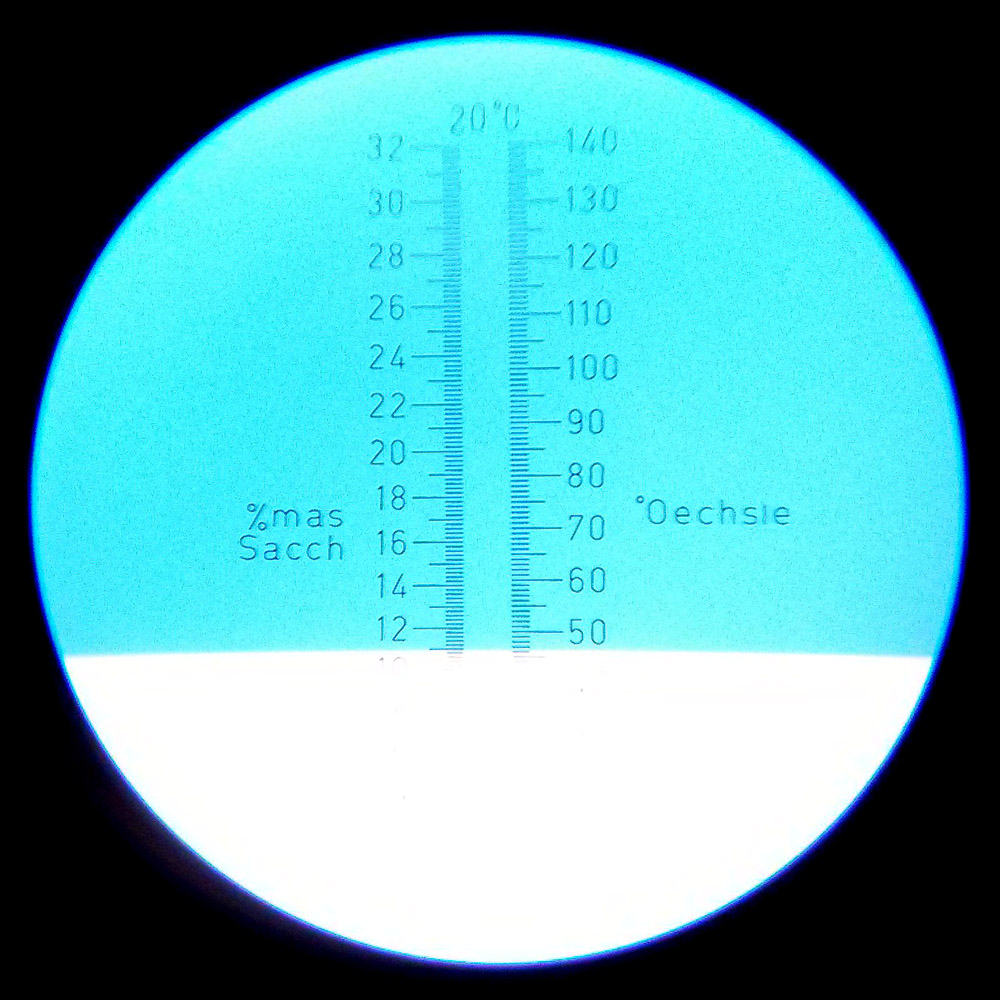
Blick durch das Okular eines Handrefraktometers. Ablesewert: 47 °Oechsle.

Traditionelle Refraktometer verwenden als Lichtquelle oft Sonnenlicht oder eine Glühlampe, zum Teil mit Farbfilter. Als Detektor dient eine Skala, die über eine Optik mit dem Auge abgelesen wird.
Beispiele sind:
- Handrefraktometer
- Abbe-Refraktometer
- Pulfrich-Refraktometer
- Wollastons Refraktometer (1802)
- Jelley-Refraktometer

Erste Untersuchungen mit Messprismen gab es bereits im Jahr 1761 bzw. 1802, doch wurden nutzbare Refraktometer erst von Ernst Abbe im Jahr 1874. und Pulfrich (1889) und Jelley (1934) beschrieben.
Differential-Refraktometer vergleichen den Brechungsindex einer Referenzprobe mit der zu testenden Probe, indem die Proben-Grenzfläche ein (bei Brechungsindex-Differenzen ablenkendes) Prisma bildet.
Heutige Refraktometer verwenden als Lichtquelle eine LED. Als Detektor wird ein CCD-Sensor eingesetzt. Eine eingebaute Temperaturmessung oder Thermostatierung bietet die Möglichkeit einer Kompensation des temperaturabhängigen Brechungsindexes.
Beispiele sind
- Hand- und Tischgeräte für kleine Probenmengen
- Prozessrefraktometer für den direkten Einbau in den Prozess („inline“), z. B. in Rohr oder Tank

Außerdem werden refraktometrische Messverfahren in Sensoren von komplexeren Maschinen eingesetzt, wie z. B. als Regensensor in Fahrzeugen oder Detektor in Apparaturen zur Hochleistungsflüssigkeitschromatographie (HPLC). Hierbei werden häufig kontinuierlich arbeitende Brechungsindexdetektoren eingesetzt.

### Einfluss der Wellenlänge
Der Brechungsindex einer Probe variiert für nahezu alle Materialien bei unterschiedlichen Wellenlängen. Diese sogenannte Dispersion ist charakteristisch für jedes Material.
Im sichtbaren Wellenlängenbereich ist eine Abnahme des Brechungsindex mit zunehmender Wellenlänge des Lichts und nahezu keine Absorption zu beobachten. Im infraroten Wellenlängenbereich treten oft mehrere Absorptionsmaxima und Schwankungen des Brechungsindex auf. Für eine hochwertige Messung des Brechungsindex mit einer Genauigkeit des Brechungsindex von bis zu 0,00002 muss die Messwellenlänge sehr genau ermittelt werden. Daher wird in modernen Refraktometern die Wellenlänge auf eine Bandbreite von ±0,2 nm eingestellt, um richtige Ergebnisse für Proben mit unterschiedlichen Dispersionen zu gewährleisten.

### Einfluss der Temperatur
Die Temperatur hat einen sehr großen Einfluss auf den Brechungsindex. Daher müssen die Temperatur des Prismas und der Probe mit geregelt werden. Für genaue Messungen des Brechungsindex werden daher zur Thermostatierung der Probe und des Messprismas Temperaturfühler und Peltier-Elemente eingesetzt. 
In der Vergangenheit wurden externe Wasserbäder zur Temperierung verwendet. Heutige Peltierelement-Temperaturregelungen arbeiten schneller und erfordern im Gegensatz zu einem Wasserbad keine Wartung.

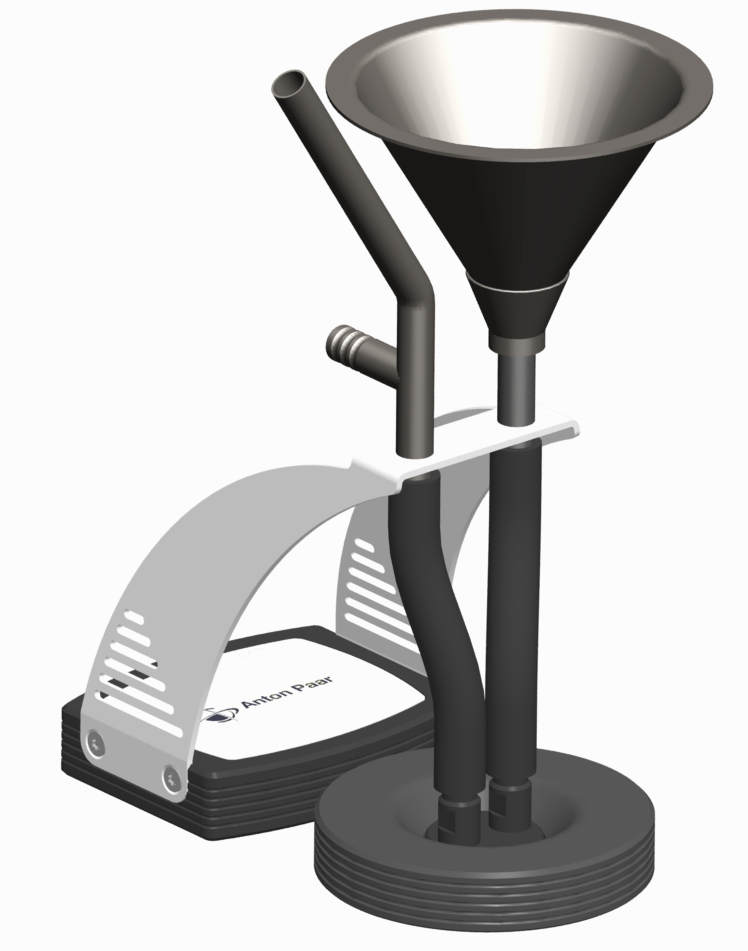
Durchflussküvette mit Eingusstrichter für ein automatisches Refraktometer ermöglicht einen schnellen Austausch der Probe, z. B. in der Qualitätskontrolle

## Automatische Refraktometer

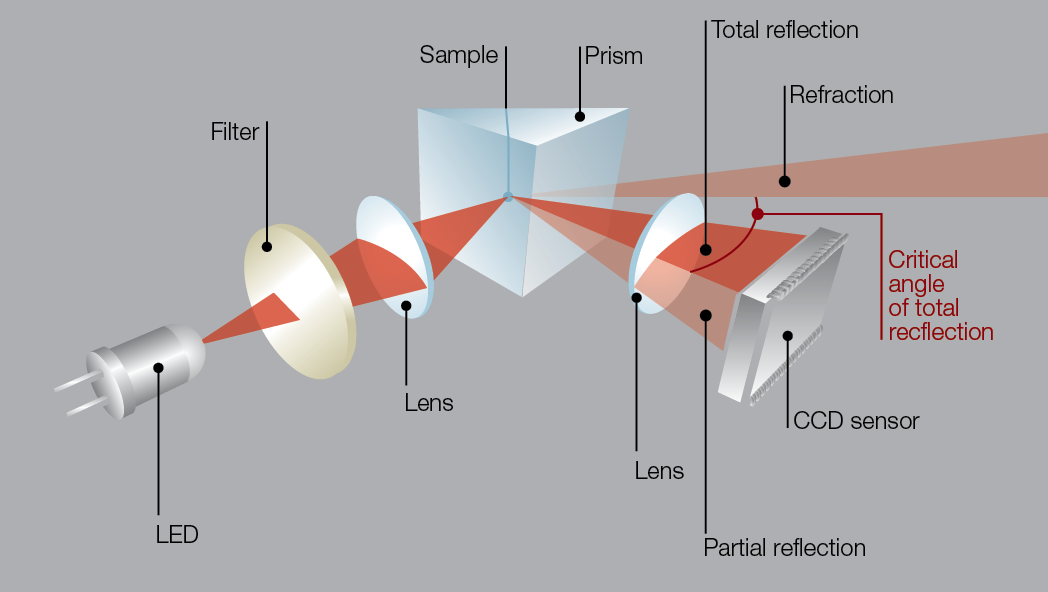
Schematischer Aufbau eines automatischen Refraktometers: Eine LED-Lichtquelle beleuchtet unter verschiedenen Winkeln ein Prisma, auf dessen Oberfläche sich eine Probe befindet. Abhängig von der Brechungsindexdifferenz zwischen Prismenmaterial und Probe und dem Einfallswinkel des Lichtstrahls wird das Licht teilweise in die Probe gebrochen und reflektiert oder vollständig reflektiert. Der kritische Winkel der Totalreflexion wird durch Messen der reflektierten Lichtintensität in Abhängigkeit von dem Einfallswinkel bestimmt

Automatische Refraktometer führen manche Tätigkeiten selbständig aus, können teilweise mit anderen Messgeräten kommunizieren und Daten abspeichern.
Das Messprinzip beruht auf der Bestimmung des kritischen Winkels der Totalreflexion: Eine Lichtquelle, in der Regel eine Leuchtdiode, wird auf eine Prismenfläche über ein Linsensystem fokussiert. Ein Interferenzfilter garantiert die spezifizierte Wellenlänge. Durch das Fokussieren des Lichtes auf einen Punkt auf der Prismenfläche wird eine Vielzahl von unterschiedlichen Einfallswinkeln bedeckt. Wie in der schematischen Abbildung zum Aufbau eines automatischen Refraktometer gezeigt, ist die zu messende Probe in direktem Kontakt mit dem Messprisma. In Abhängigkeit von dem Brechungsindex der Probe dringt das einfallende Licht bei Einfallswinkeln unterhalb des kritischen Winkels der Totalreflexion teilweise in die Probe ein (es wird gebrochen), während für höhere Einfallswinkeln das Licht an der Grenzfläche Probe/Prisma totalreflektiert wird. Diese Abhängigkeit der reflektierten Lichtintensität vom Einfallswinkel wird mit einem hochauflösenden CCD-Sensor gemessen. Aus dem mit dem CCD-Sensor aufgenommenen Videosignal lässt sich der Brechungsindex der Probe präzise berechnen. Dieses Verfahren zur Messung des Winkels der Totalreflexion ist unabhängig von den Probeneigenschaften. Es ist sogar möglich, den Brechungsindex von stark absorbierenden Proben oder Proben, die Luftblasen oder feste Teilchen enthalten, zu messen. Es werden nur wenige Mikroliter der Probe benötigt und die Probe kann zurückgewonnen werden. Die Bestimmung ist unabhängig von Vibrationen und anderen Umwelteinflüssen.

### Durchflusszellen
Es sind verschiedene Bauformen von Messzellen üblich, von Mikro-Durchflusszellen für wenige Mikroliter bis zu Probenzellen mit einem Einfülltrichter.  Mikro-Zellen  stellen eine gute Rückgewinnbarkeit von teuren Proben sicher und verhindern Verdampfung von flüchtigen Proben oder Lösungsmitteln. Viele Durchflusszellen besitzen einen Einfülltrichter zur Befüllung.

### Automatische Probenzuführung

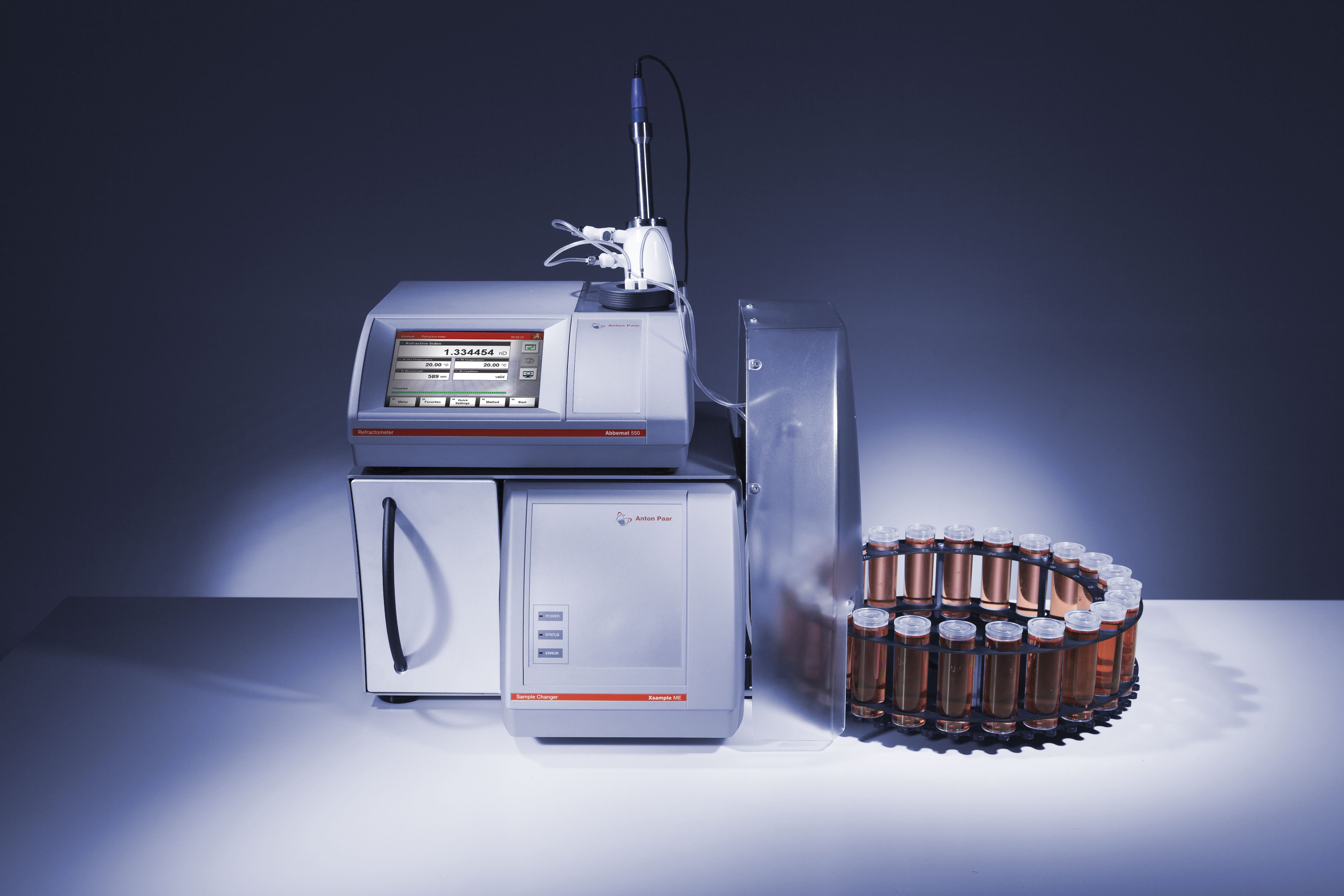
Automatisches Refraktometer mit Probenwechsler für die Messung mehrerer Proben

Wenn ein automatisches Refraktometer mit einer Durchflusszelle ausgestattet ist, kann die Probe entweder mittels einer Spritze oder durch Verwendung einer Pumpe eingefüllt werden. Manche Refraktometer bieten auch die Möglichkeit, eine in das Gerät eingebaute Schlauchpumpe anzusteuern. Eine Schlauchpumpe eröffnet die Möglichkeit, mehrere Messungen an einer Probe ohne Benutzerinteraktion durchzuführen. Das eliminiert menschliche Fehler und steigert den Probendurchsatz.
Wenn eine automatisierte Messung einer Vielzahl von Proben erforderlich ist, können manche Refraktometer mit einem Probenwechsler kombiniert werden. Der Probenwechsler wird vom Refraktometer gesteuert. Die Proben müssen jedoch vorher in die Behälter des Probenwechslers gefüllt wurden.

## Anwendungen

### Traditionelle Anwendungen
Viele Anwendungen dienen zur Bestimmung von Konzentrationen in einem Trägermedium: Traditionell werden Refraktometer zur Bestimmung des Zuckergehalts in wässrigen Lösungen verwendet, z. B. Reifebestimmung bei der Weinernte, Messung der Stammwürze beim Bierbrauen und als Imkereigerät zur Bestimmung des Wassergehalts von Honig. Für diese Anwendungen im Lebensmittelbereich haben sich eigene Skalen etabliert (Grad Oechsle, Grad Brix, Grad Plato).
Refraktometer werden außerdem bei der Bestimmung der Säurekonzentration in Batterien eingesetzt. Die Öl-Wasser-Konzentration in Kühlemulsionsgemischen wird bei Metallbearbeitungsmaschinen mit dem Handrefraktometer gemessen, genauso bei der Messung des Glykolgehalts in Kühlmitteln oder der Salinität von Meerwasser. Im medizinischen Bereich dient ein Refraktometer zur Bestimmung des Proteingehalts in Urin. Alternativ wird für die genannten Applikationen auch oft die Dichte mithilfe eines Aräometers, einer Senkwaage, bestimmt. Am bekanntesten ist hier wohl die Mostwaage.

### Weitere Anwendungen in der Chemie
In der Chemie dient die Refraktometrie der Reinheitsprüfung von organischen Stoffen. Jede organische Flüssigkeit besitzt einen charakteristischen Brechungsindex. Neben der Reinheitsprüfung dient die Refraktometrie auch der quantitativen Analyse von Zwei- oder Mehrstoffmischungen und der Identifizierung von Stoffen.
Die spezifische Refraktion einer Substanz erhält man aus der Lorentz-Lorenz’schen Formel
{\displaystyle {\text{Spezifische Refraktion}}={\frac {n^{2}-1}{n^{2}+2}}\cdot {\frac {1}{d}}}
Dabei ist {\displaystyle n} der Brechungsindex, {\displaystyle d} das spezifische Gewicht der Substanz.
Multipliziert man die spezifische Refraktion mit der molaren Masse {\displaystyle M} der Substanz, so erhält man die Molekularrefraktion:
{\displaystyle {\text{Molekularrefraktion}}={\frac {n^{2}-1}{n^{2}+2}}\cdot {\frac {M}{d}}}.
Bestimmt man den Brechungsindex einer Substanz bei verschiedenen Wellenlängen (z. B. der gelben Natrium-D-Linie oder der roten Wasserstofflinie), so erhält man die Molekulardispersion von Stoffen.
Das Brechungsvermögen einer Substanz ist abhängig von den funktionellen Gruppen in jedem Einzelmolekül. Die Molekularrefraktion ist die Summe der einzelnen funktionellen Gruppen, Atome in einem Molekül. Mittels der Summation der Inkremente für jede funktionelle Gruppe (z. B. C (einwertig): 2,41, C=C: 1,69, C≡C: 2,38, C=O: 2,19, C-H: 1,09, -O-: 1,64) lässt sich die Molekularrefraktion für jedes Molekül berechnen und mit dem gemessenen Wert vergleichen.
Die Refraktometrie war eine der frühesten physikalischen Methoden zur Überprüfung von Struktur und funktionellen Gruppen im Molekül.
Zur Bestimmung der optischen Eigenschaften fester Medien werden ebenfalls Refraktometer eingesetzt, z. B. bei der Herstellung von Gläsern und bei der Qualitätsbegutachtung bzw. Identifizierung von Edelsteinen.
Es ist auch möglich, den Brechungsindex von organischen Feststoffen nach einer Methode von Max Le Blanc zu bestimmen.

### Fahrzeugtechnik
Die Refraktometrie wird zur Bestimmung der Frostfestigkeit des Kühlmittels eingesetzt. Diese Refraktometer haben eine Temperaturskala für den Stockpunkt des Kühlmittels. Andere Methoden sind Schwimmer, die den Glykolgehalt durch Auftrieb messen.

### Kühlschmierstoff (KSS)
Bei der spanenden Fertigung von Werkstücken werden zur Kühlung und zur Schmierung oft ölhaltige Kühlschmierstoffe (KSS) verwendet. Speziell die Zusammensetzung von wassergemischten KSS kann sich während des Gebrauchs stark verändern. Um möglicherweise auftretende Beeinträchtigungen im Bearbeitungsverfahren zu vermeiden, sind regelmäßige Qualitätsprüfungen vorzusehen. Zudem muss eine Gefährdung der Beschäftigten durch KSS verhindert werden, weshalb gemäß „DGUV Regel 109-003“ der Deutschen Gesetzlichen Unfallversicherung (DGUV) sowohl beim Neuansatz als auch während des Gebrauchs die Konzentration der Öl-Emulsion ermittelt werden muss, was i. d. R. mithilfe eines Handrefraktometers erfolgt. Der Ölgehalt wird in der Einheit „% Brix“ abgelesen, dessen Vorgabewert vom KSS-Hersteller für verschiedene Fertigungsverfahren vorgegeben wird. Bei einigen wassermischbaren KSS stimmt der abgelesene Wert nicht mit dem Ölgehalt überein und muss durch einen Multiplikator umgerechnet werden. Dieser kann jedoch i. d. R. vom Anwender selbst bestimmt werden.
Darüber hinaus werden zunehmend in KSS-Kreislaufsysteme Prozessrefraktometer bzw. inline-Refraktometer fest installiert, die eine kontinuierliche, automatische Überwachung des KSS ermöglichen.

### Offset-Druck
Beim Offsetdruck stellt das Feuchtmittel neben der Druckplatte und der Offsetdruckfarbe die dritte wichtige Größe dar. Das Feuchtmittel besteht normalerweise aus Frischwasser, Zusätzen und Alkohol (Isopropanol). Eine ausreichende Isopropanolkonzentration (IPA) im Feuchtmittel ist wichtig für die Druckeigenschaften. Aus Gesundheits- und Umweltschutzgründen ist jedoch ein möglichst geringer Verbrauch an IPA anzustreben. Ein- bis zweimal wöchentlich sollte daher die IPA-Konzentration kontrolliert werden, was mit Handrefraktometern einfach durchgeführt werden kann.

### Augenheilkunde
In der Augenheilkunde und Augenoptik werden manuelle oder automatische Refraktometer zur Bestimmung und Messung der objektiven Refraktion der Augen eingesetzt, Grundlage für die Anpassung von Korrekturlinsen wie Brille oder Kontaktlinse. Beim Autorefraktometer kann das foucaultsche Schneidenverfahren zum Einsatz kommen. Die Automatisierung beschleunigt das Untersuchungsverfahren, macht es auch für den Laien anwendbar, bringt jedoch nicht immer genaue Messergebnisse. Eine, insbesondere bei Kleinkindern, eingesetzte Alternative zur Verwendung eines Refraktometers ist die Skiaskopie.

### Diagnose Nierenerkrankungen bei Mensch und Tier
Die Beurteilung der Fähigkeit der Niere, den Urin zu konzentrieren, stellt ein wichtiges diagnostisches Mittel dar, um akute und chronische Nierenerkrankungen zu diagnostizieren. Das urinspezifische Gewicht (USG) ist ein wichtiges diagnostisches Mittel zur Beurteilung der Nierenkonzentrierungsfähigkeit. Die Messung des USG erfolgt in der Humanmedizin am häufigsten mittels Refraktometer. Seit einigen Jahren sind Refraktometer mit separaten Skalen auch für Hunde- und Katzenurinproben erhältlich.

### Sport
Zur Kontrolle des Flüssigkeitshaushalts bei körperlicher Betätigung, kann mit einem (Hand)refraktometer die Konzentration des Urins bestimmt werden.

### Edelsteinkunde

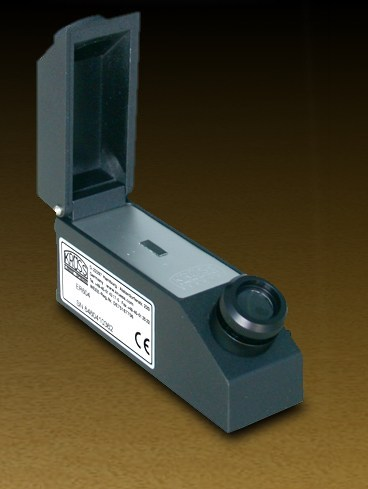
Das optische Edelsteinrefraktometer ER604

Edelsteine sind transparente Mineralien und können deshalb mit optischen Methoden untersucht werden. Da der Brechungsindex eine von der chemischen Zusammensetzung eines Stoffes abhängende Materialkonstante ist, gibt er Aufschluss über Art und Qualität eines Edelsteins. Die Bestimmung mit einem speziellen Edelsteinrefraktometer ist eine einfach anzuwendende Methode, mit der Echtheit und Güte eines Steines beurteilt werden können. Das Edelsteinrefraktometer gehört deshalb zur Grundausstattung eines gemmologischen (edelsteinkundlichen) Labors. Wegen der Abhängigkeit des Brechungsindexes von der Wellenlänge des verwendeten Lichts (Dispersion) erfolgt die Messung üblicherweise bei der Wellenlänge der Natrium-D-Linie (nD) von 589 nm. Diese wird entweder aus dem Tageslicht ausgefiltert oder durch eine monochromatische Lumineszenzdiode (LED) erzeugt.
Bestimmte Steine wie Rubin, Saphir, Turmalin oder Topas sind optisch anisotrop. Sie weisen einen von der Polarisationsebene des Lichts abhängige Doppelbrechung auf. Die beiden unterschiedlichen Brechungsindizes werden durch Verwendung eines Polarisationsfilters bestimmt. Edelsteinrefraktometer werden sowohl als klassische optische Instrumente als auch als elektronisch arbeitendes Messgerät mit digitaler Direktanzeige angeboten.

### Erstmilch (Kolostrum) bei Kälbern
Mit einer bestmöglichen Versorgung neugeborener Kälber wird nicht nur eine wesentliche Grundlage für das Überleben dieser Tiere geschaffen, sondern auch ein bedeutender Beitrag für deren Leistungspotenzial und langfristige Gesundheit geleistet. Einen ganz entscheidenden Einfluss hierbei hat die Versorgung mit Immunglobulinen über die sog. Erstmilch (Kolostrum), weil Kälber ohne eine eigene Immunität geboren werden. Die Qualität und somit die Dichte des Kolostrums ist abhängig von dessen Inhaltsstoffen, die temperaturunabhängige Bestimmung des Immunglobulingehaltes ist durch ein Refraktometer möglich.

### Landwirtschaft
Über den Pflanzensaft (z. B. aus Blättern oder Fruchtfleisch, ausgequetscht in einer Knoblauchpresse) kann mit einem (digitalen) Hand-Refraktometer ermittelt werden, wie gehaltvoll die Ernte ist. Je höher der gemessene Brix-Wert (bei ausreichender Wasserversorgung) ist, desto gesünder ist die Pflanze. Zur Beurteilung der Brix-Werte gibt es je nach Pflanze/Lebensmittel verschiedene Skalen. Mit einem Refraktometer findet man ebenfalls etwas über die Nährstoff-Versorgung einer Pflanze heraus, wie z. B. den Mangel an Kalzium und/oder Bor. Außerdem gibt ein hoher Brix-Wert einen Hinweis auf eine gute Futterqualität. Daraus lassen sich Empfehlungen ableiten, wann geweidet oder gemäht werden sollte.